# Thuidium watanabei
Thuidium watanabei là một loài rêu trong họ Thuidiaceae. Loài này được A. Touw mô tả khoa học đầu tiên năm 1993.